# Оравиця
Оравиця (словац. Oravica) — річка в Польщі і Словаччині, ліва притока Орави, протікає в окрузі Тврдошін.
Довжина — 32 км; площа водозбору 161,6 км².
Витікає на території Польщі на висоті 970 метрів за 750 метрів від кордону. Впадає річки Братковчик і Бобровецький потік.
Впадає в Ораву на території міста Тврдошін на висоті 567 метрів.